# Henry Turner
Henry Frank Turner, conosciuto anche con il nome turco Hakki Uzun (Oakland, 18 agosto 1966), è un ex cestista statunitense con cittadinanza turca, professionista nella NBA, in Italia, Spagna, Turchia e Grecia. Dispone del passaporto turco dal 2000 .